# ديفيد أتراكشي
ديفيد أتراكشي (بالإنجليزية: David Atrakchi)‏ هو ممثل أمريكي، ولد في 10 ديسمبر 1977.

## أعمال

### أفلام
- (2008) ناقل 3[4]

## وصلات خارجية
- ديفيد أتراكشي على موقع IMDb (الإنجليزية)
- ديفيد أتراكشي على موقع قاعدة بيانات الأفلام العربية
- ديفيد أتراكشي على موقع ألو سيني (الفرنسية)
- ديفيد أتراكشي على موقع أول موفي (الإنجليزية)
- ديفيد أتراكشي على موقع قاعدة بيانات الفيلم (الإنجليزية)
- ديفيد أتراكشي على موقع كينوبويسك (الروسية)